# Якупірангіт
Якупірангі́т (рос. якупирангит; англ. jacupirangite; нім. Jakupirangit m) — гірська порода.
Названий за родовищем Жарупіранґа, Бразилія (O.A.Derby, 1891).
- 1. Гірська порода, крупнозернистий піроксеніт лужного ряду, який складається з титанистого авгіту, магнетиту, з домішкою перовськіту, апатиту, цеолітизованого нефеліну, іноді кальциту. Заварицький (1955) відносить до якупірангіту крайню меланократову лужну породу, в якій кольорових мінералів (егірин-авгіту, егірину) понад 85 %, а нефеліну дуже мало або він зовсім відсутній.
- 2. Зайва назва бадделеїту.